# Sulpicia (satiriste)
Pour les articles homonymes, voir Sulpicia.
Sulpicia est une poétesse romaine active pendant le règne de l'empereur Domitien (81-96 apr. J.-C.). Elle est surtout connue grâce à deux poèmes de Martial; elle est également mentionnée par Ausone, Sidoine Apollinaire et Fulgence le Mythographe. Un poème long de soixante-dix hexamètres et deux vers en trimètre iambique sont attribués à Sulpicia dans des manuscrits; on pense maintenant, en général, que les hexamètres sont une imitation de Sulpicia datant du quatrième ou du cinquième siècle. À en juger par les anciennes références la concernant et le seul distique survivant de sa poésie, Sulpicia écrit de la poésie amoureuse discutant franchement de son désir pour son mari et de sexualité.

## Biographie
On connaît mal la vie de Sulpicia. Elle est mariée à un homme nommé Calenus, probablement un mécène de Martial, la source de la plupart de ce que l'on sait sur elle. Martial la mentionne dans deux poèmes et loue sa fidélité. Son épigramme 10.38 suggère que Sulpicia et Calenus étaient mariés depuis au moins 15 ans et donc, à en juger par les anciennes normes du mariage romain, Sulpicia aurait eu au moins 30 ans,. Le poème de Martial est généralement lu comme un poème de consolation après la mort de Sulpicia, bien qu'Amy Richlin affirme qu'il aurait plutôt pu être écrit après le divorce de Sulpicia et Calenus et Edward Courtney suggère plutôt qu'il célèbre un anniversaire. S'il a été écrit comme une consolation après la mort de Sulpicia, elle est probablement décédée entre 95 et 98 après J.-C.
Comme Sulpicia est aussi le nom de la seule autre poétesse romaine à propos de laquelle des informations substantielles ont survécu, Thomas Hubbard suggère que son nom était un pseudonyme emprunté à l'ancienne Sulpicia.

## Œuvre
Sulpicia semble avoir écrit de la poésie érotique ou satirique,. Elle est la seule femme connue de l'Antiquité associée à un genre comique. À en juger par les témoignages survivants, elle a ouvertement discuté de son désir sexuel pour son mari; cette expression franche du désir sexuel féminin est extrêmement inhabituelle parmi les poétesses de l’antiquité gréco-romaine. Contrairement aux poètes amoureux masculins de la Rome antique, cependant, Sulpicia ne décrit son désir que dans le contexte de son mariage.
Deux vers en trimètre iambique sont cités et attribués à Sulpicia par un scholiaste de Juvénal. Ces lignes sont généralement considérées comme le seul fragment survivant de la poésie de Sulpicia. Le manuscrit avec le scholion est maintenant perdu, mais il a été cité par Giorgio Valla dans son édition de 1486 de Juvénal. Le texte cité par Valla est attribué à "Sulpicius", et a été identifié pour la première fois comme un fragment de Sulpicia par le savant du XVIe siècle Pierre Pithou sur la base de la mention de Calenus. Le texte transmis par Valla est corrompu , et son sens exact est discuté, bien que les vers proviennent apparemment d'un des poèmes érotiques sur Calenus mentionnés par Martial.

### Sulpiciae Conquestio
Un poème de soixante-dix hexamètres sur l'expulsion de Rome des philosophes grecs par Domitien a longtemps été attribué à Sulpicia,. Le poème est conservé dans une anthologie du début du cinquième siècle. Le seul manuscrit connu du texte, longtemps conservé à Bobbio dans le nord de l'Italie, est aujourd'hui perdu ; le texte moderne du poème dérive de quatre copies d'une transcription du manuscrit faite à la fin du Ve siècle. Le poème, connu sous le nom de Sulpiciae Conquestio ( La plainte de Sulpicia ) est imprimé pour la première fois en 1498, et son auteure reste incontestée jusqu'à la seconde moitié du XIXe siècle. En 1868, J.C.G. Boot (nl) défend l’idée selon laquelle le poème est une composition du XVe siècle; en 1873, Emil Baehrens suggère pour la première fois qu'il s'agit d'une œuvre de l'Antiquité tardive. Les savants modernes considèrent généralement que le poème n'est pas de Sulpicia, mais a été composé au quatrième ou cinquième siècle. La seule information sur Sulpicia que la Conquestio ajoute à celle transmise par Martial est la mention des trois mètres qu'elle utilise : hendécasyllabes, trimètres iambiques, et scazons. On ne sait pas pourquoi le poème a imité Sulpicia, car elle n'est associée par les autres témoignages qu'à la poésie d'amour, plutôt qu'à la satire politique de la Conquestio.

## Accueil critique
Martial compare à Sappho la poésie de Sulpicia, ainsi que sa conduite. Sa poésie semble encore connue et lue au cinquième siècle - elle est mentionnée aux côtés de Platon, Cicéron, Martial et Juvénal par Ausone et Sidoine Apollinaire. Elle est également mentionnée par Fulgence le Mythographe, bien qu'il ne soit pas clair s'il a lu son travail ou s'il ne la connaît que par Ausone. La poésie de Sulpicia est suffisamment connue pour qu'un scholiaste de Juvénal la cite et pour que l'auteur de la Conquestio adopte son identité. Pendant cette période, Sulpicia était apparemment connue surtout pour la nature sexuelle de sa poésie. Comme il ne reste que deux lignes de sa poésie, il est actuellement impossible de juger son style.

## Postérité

### Littérature
Au Ve siècle, la notoriété de Sulpicia persiste car Sidoine Apollinaire l'évoque dans une liste de poètes latins : « Non quod Sulpiciæ jocus Thaliæ Scripsit blandiloquum suo Celeno, traduit par : [tu ne trouveras] ni les flatteries ingénieuses qu’adressait Sulpicia à son cher Calénus ». En contradiction avec ces appréciations, une lecture des Idylles d'Ausone taxe ses vers de luxure, à condition de lire Sulpiciae dans le texte d'Ausone, et non Sulpicii, qui renverrait à Servius Sulpicius Rufus, connu par Pline pour des poésies érotiques.

### Art contemporain
Sulpicia figure parmi les 1 038 femmes référencées dans l'œuvre d’art contemporain The Dinner Party (1979) de Judy Chicago. Son nom y est associé à Hypatie,.